# Elí César Cervantes Rojas
Elí César Eduardo Cervantes Rojas (22 de octubre de 1983, Soledad de Graciano Sánchez, San Luis Potosí, México) es un político y docente mexicano afiliado al partido Movimiento Regeneración Nacional. Desde mayo de 2021 es senador de la república en representación del estado de San Luis Potosí.

## Primeros años
Elí César Eduardo Cervantes Rojas nació el 22 de octubre de 1983 en Soledad de Graciano Sánchez, San Luis Potosí. Estudió la licenciatura en educación primaria en Benemérita y Centenaria Escuela Normal de San Luis Potosí, la maestría en educación primaria e intervención pedagógica en el Instituto Estatal de Investigación, y la maestría en docencia en educación superior en la Universidad Tangamanga.

## Trayectoria política
En las elecciones federales de 2015 fue postulado por el partido Movimiento Regeneración Nacional como candidato a diputado federal. En las elecciones federales de 2018 fue postulado como suplente de Primo Dothé Mata, candidato a senador de la república. Tras los comicios la fórmula obtuvo el escaño de primera minoría por el estado de San Luis Potosí para la LXIV y LXV Legislatura del Congreso de la Unión. El 12 de mayo de 2021 Cervantes Rojas asumió el cargo de senador después de que Dothé Mata renunciara al escaño.